# 平型关路

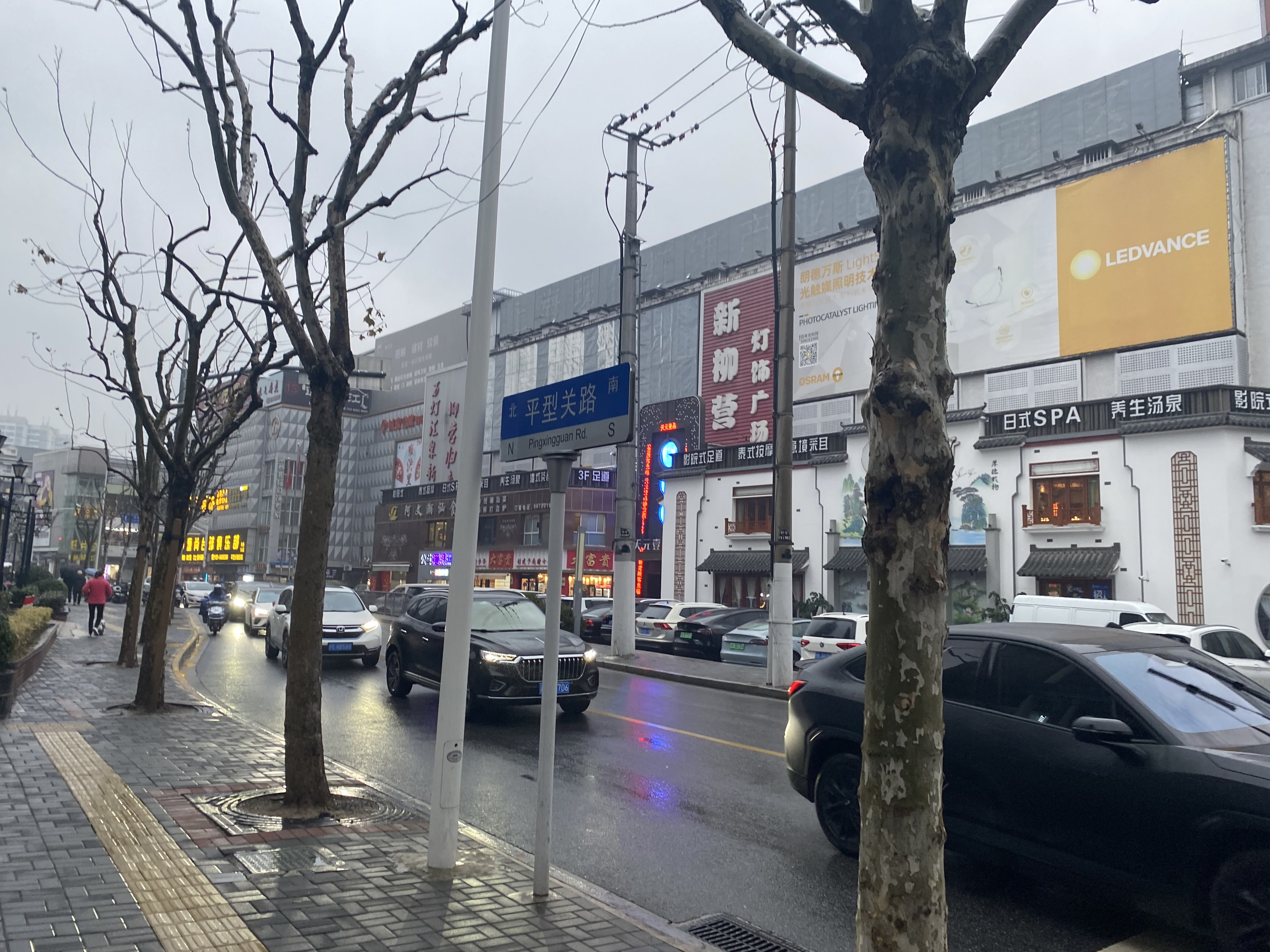
位于静安区的平型关路

平型关路是中華人民共和國上海市靜安區一條南北走向道路，南起中山北路，北至走馬塘以北。道路最早於1958年修建，1965年又向北延伸，道路名稱來自於山西省平型关。